# Reacție de condensare

Condensarea a doi aminoacizi, reacție prin care se formează o legătură peptidică (marcată cu roșu) și se elimină apă (H_{2}O)

Reacția de condensare este o reacție chimică din care rezultă un produs cu greutate moleculară mai mare și care decurge de obicei cu eliminare de apă sau alte molecule mici (cum ar fi acid clorhidric sau amoniac).
Repetarea acestui proces de foarte multe ori se numește policondensare.
Prin policondensare se prepară, de exemplu, bachelita, în urma eliminării de apă dintre fenol și aldehida formică.
Reacțiile de condensare sunt utilizate în sinteza mai multor compuși organici cu număr mare de atomi de carbon în moleculă.
Printre produsele mai importante se află aldehidele și cetonele.

## Exemple
Un exemplu cunoscut de reacție de condensare este condensarea Claisen, prin care se obțin dicetone sau cetoesteri.